# Leonardo Guimarães Neto
Leonardo Guimarães Neto (Arcoverde, 1937 — Recife, 5 de setembro de 2022) foi um economista e sociólogo brasileiro, considerado um dos mais importantes economistas nordestinos. Destacou-se por seus estudos sobre a economia da região Nordeste do Brasil, que se tornaram referência na literatura sobre o tema.
Foi professor da Universidade Federal da Paraíba, da Universidade Federal de Pernambuco e do Instituto de Economia da Unicamp. Dentre seus trabalhos, destaca-se o livro "Introdução à Formação Econômica do Nordeste" (1989), que é considerada uma obra clássica e uma das principais referências em Economia do Nordeste.
Fora da vida acadêmica, foi economista da Superintendência do Desenvolvimento do Nordeste (Sudene), onde trabalhou com Celso Furtado, e da Fundação Joaquim Nabuco. Foi assessor do Governo do Estado de Pernambuco e integrou a equipe responsável pela criação da Fundação de Desenvolvimento Municipal (Fidem), órgão promotor de desenvolvimento municipal e metropolitano de Recife (depois transformada em Agência Condepe/Fidem).